# MSG-2
O MSG-2, também conhecido por Meteosat 9, é um satélite meteorológico geoestacionário europeu construído pela Alcatel Space. Ele está localizado na posição orbital de 9.4 de longitude leste e é operado pela Agência Espacial Europeia (ESA) em conjunto com a EUMETSAT.

## Lançamento
O satélite foi lançado com sucesso ao espaço no dia 21 de dezembro de 2005, às 22:33 UTC, por meio de um veículo Ariane-5GS a partir do Centro Espacial de Kourou, na Guiana Francesa, juntamente com o satélite INSAT-4A. Ele tinha uma massa de lançamento de 2000 kg.